# Elías Sosa
Elías Sosa Martínez (nacido el 10 de junio de 1950 en La Vega) es un ex lanzador relevista dominicano que jugó en las Grandes Ligas de Béisbol. Fue firmado por los Gigantes de San Francisco como amateur el 4 de marzo de 1968. Jugó para los Gigantes (1972-1974), Cardenales de San Luis (1975), Bravos de Atlanta (1975-1976), Dodgers de Los Ángeles (1976-1977), Atléticos de Oakland (1978), Expos de Montreal (1979-1981), Tigres de Detroit (1982), y Padres de San Diego (1983).
Sosa fue utilizado casi exclusivamente como relevista durante toda su carrera de 12 años en Grandes Ligas. Apareció en 601 juegos, tres como titular, y desempeñándose también como cerrador.
Tuvo varias temporadas excelentes en Grandes Ligas. En dos ocasiones tuvo un promedio de carreras limpias por debajo de 2.00 (1977 y 1979) y, en su año de novato, 1973, ganó 10 juegos, salvó 18, y lanzó en 71 juegos, todos los cuales se convertirían en marcas personales.
También cabe destacar en 1973, salvó nueve de los 24 juegos ganados por su compañero de equipo Ron Bryant, incluida el # 20.
Terminó en la lista de los diez mejores cuatro veces en juegos pichados y juegos finalizados, tres veces en juegos salvados, y una vez en porcentaje de victorias, tanto de la Liga Americana como de la Liga Nacional.
Otros puntos destacados en su carrera incluyen:
- 3 entradas sin permitir anotaciones para ganar un salvado contra los Filis de Filadelfia el 2 de junio de 1973
- Ganar un partido en dos días consecutivos frente a los Bravos de Atlanta, lanzando un total combinado de cuatro entradas en blanco con cuatro ponches, sin bases por bolas, y permitiendo sólo un hit el 1 y 2 de septiembre de 1973.
- 4 entradas sin permitir anotaciones para ganar un salvado contra los Rojos de Cincinnati el 26 de julio de 1974.
- 4 entradas permitiendo sólo una carrera (no ganado), para obtener un salvado contra los Gigantes de San Francisco el 23 de mayo de 1976.
- 4.1 entradas en blanco, con un récord personal de seis ponches, sin decisión frente a los Padres de San Diego el 10 de julio de 1977.
- 3 entradas perfectas para ganar un salvado contra los Azulejos de Toronto el 2 de mayo de 1978.
- 4 entradas en blanco, permitiendo sólo un hit, para ganar un salvado contra los Padres de San Diego el 15 de julio de 1979.

Sosa no tuvo situaciones tensa con demasiada frecuencia, permitiendo apenas 64 jonrones, o uno por cada 14.1 entradas lanzadas. Pero uno de los cuadrangulares se hizo bastante famoso, ya que fue el segundo jonrón de tres hits de Reggie Jackson de los Yanquis de Nueva York en el sexto juego de la Serie Mundial de 1977. En su carrera, terminó con 59 triunfos, 51 perdidos, 83 salvados, 330 juegos finalizados, y una efectividad de 3.32.
En 1989 jugó para los St. Petersburg Pelicans de la Senior Professional Baseball Association.

## Liga Dominicana
Sosa jugó en la Liga Dominicana durante 12 temporadas (1968-69), militando para los equipos Leones del Escogido, Estrellas Orientales y Toros del Este. Al finalizar su carrera en la liga dejó un récord de 21 victorias, 28 derrotas, 25 salvados y una efectividad de 3.64. en 175 juegos.